# American Idol
American Idol ist eine US-amerikanische Fernsehshow, die auf dem Network Fox ausgestrahlt wurde. Sie ist die amerikanische Variante der britischen Show Pop Idol (in Deutschland adaptiert als Deutschland sucht den Superstar). American Idol war über viele Jahre das erfolgreichste Fernsehformat der USA und erreichte zeitweise über 30 Millionen Zuschauer. Mehrere Teilnehmer der Serie erlangten langfristige nationale und weltweite Erfolge, unter anderem Kelly Clarkson, Carrie Underwood, Chris Daughtry, Fantasia, Jennifer Hudson, Jordin Sparks, Clay Aiken und Adam Lambert. Über 60 Singles der Teilnehmer erreichten hohe Platzierungen in den Billboard Hot 100.
Am 11. Mai 2015 gab Fox bekannt, die Sendung nach der 15. Staffel 2016 einzustellen. Am 2. Mai 2017 gab ABC bekannt, dass sie die Rechte für ein Revival von American Idol bekommen hat. Die Premiere der 16. Staffel fand am 11. März 2018 statt.

## Jurymitglieder
| Staffel | Juroren            | Juroren        | Juroren         | Juroren        |
| ------- | ------------------ | -------------- | --------------- | -------------- |
| 1       | Randy Jackson      | Simon Cowell   | Paula Abdul     |                |
| 2       | Randy Jackson      | Simon Cowell   | Paula Abdul     |                |
| 3       | Randy Jackson      | Simon Cowell   | Paula Abdul     |                |
| 4       | Randy Jackson      | Simon Cowell   | Paula Abdul     |                |
| 5       | Randy Jackson      | Simon Cowell   | Paula Abdul     |                |
| 6       | Randy Jackson      | Simon Cowell   | Paula Abdul     |                |
| 7       | Randy Jackson      | Simon Cowell   | Paula Abdul     |                |
| 8       | Randy Jackson      | Simon Cowell   | Paula Abdul     | Kara DioGuardi |
| 9       | Randy Jackson      | Simon Cowell   | Ellen DeGeneres | Kara DioGuardi |
| 10      | Randy Jackson      | Jennifer Lopez | Steven Tyler    |                |
| 11      | Randy Jackson      | Jennifer Lopez | Steven Tyler    |                |
| 12      | Randy Jackson      | Mariah Carey   | Keith Urban     | Nicki Minaj    |
| 13      | Harry Connick, Jr. | Jennifer Lopez | Keith Urban     |                |
| 14      | Harry Connick, Jr. | Jennifer Lopez | Keith Urban     |                |
| 15      | Harry Connick, Jr. | Jennifer Lopez | Keith Urban     |                |
| 16      | Lionel Richie      | Katy Perry     | Luke Bryan      |                |
| 17      | Lionel Richie      | Katy Perry     | Luke Bryan      |                |
| 18      | Lionel Richie      | Katy Perry     | Luke Bryan      |                |
| 19      | Lionel Richie      | Katy Perry     | Luke Bryan      |                |
| 20      | Lionel Richie      | Katy Perry     | Luke Bryan      |                |

Gäste
- Lionel Richie und Robin Gibb (Staffel 2)
- Donna Summer und Quentin Tarantino (Staffel 3)
- Gene Simmons und LL Cool J (Staffel 4)
- Jewel und Olivia Newton-John (Staffel 6)
- Victoria Beckham,[3] Mary J. Blige,[4] Neil Patrick Harris und Shania Twain (Staffel 9)

## Staffelübersicht
| Nr. | Jahr | Gewinner/in      | Zweitplatzierte/r    | Drittplatzierte/r                         | Castings | Episoden |
| --- | ---- | ---------------- | -------------------- | ----------------------------------------- | --- | -------- |
| 01  | 2002 | Kelly Clarkson   | Justin Guarini       | Nikki McKibbin                            | New York, Los Angeles, Chicago, Dallas, Miami, Atlanta und Seattle                                          | 25       |
| 02  | 2003 | Ruben Studdard   | Clay Aiken           | Kimberley Locke                           | New York, Los Angeles, Miami, Detroit, Atlanta, Nashville und Austin                                        | 38       |
| 03  | 2004 | Fantasia Barrino | Diana DeGarmo        | Jasmine Trias                             | New York, Los Angeles, San Francisco, Houston, Atlanta und Honolulu                                         | 43       |
| 04  | 2005 | Carrie Underwood | Bo Bice              | Vonzell Salomon                           | Washington, St. Louis, New Orleans, Las Vegas, Cleveland, Orlando und San Francisco                         | 42       |
| 05  | 2006 | Taylor Hicks     | Katharine McPhee     | Elliott Yamin                             | Chicago, Denver, Greensboro, San Francisco, Las Vegas, Austin und Foxborough                                | 41       |
| 06  | 2007 | Jordin Sparks    | Blake Lewis          | Melinda Doolittle                         | Pasadena, San Antonio, East Rutherford, Birmingham, Memphis, Minneapolis und Seattle                        | 41       |
| 07  | 2008 | David Cook       | David Archuleta      | Syesha Mercado                            | San Diego, Dallas, Omaha, Atlanta, Charleston, Miami und Philadelphia                                       | 42       |
| 08  | 2009 | Kris Allen       | Adam Lambert         | Danny Gokey                               | Phoenix, Kansas City, San Francisco, Louisville, Jacksonville, Salt Lake City, East Rutherford und San Juan | 40       |
| 09  | 2010 | Lee DeWyze       | Crystal Bowersox     | Casey James                               | Boston, Atlanta, Chicago, Orlando, Los Angeles, Salt Lake City, Dallas und Denver                           | 43       |
| 10  | 2011 | Scotty McCreery  | Lauren Alaina        | Haley Reinhart                            | Nashville, Milwaukee, New Orleans, East Rutherford, Austin, San Francisco und Los Angeles                   | 39       |
| 11  | 2012 | Phillip Phillips | Jessica Sanchez      | Joshua Ledet                              | North Charleston, Pittsburgh, San Diego, Denver, Houston, Portland, St. Louis und East Rutherford           | 40       |
| 12  | 2013 | Candice Glover   | Kree Harrison        | Angie Miller                              | Los Angeles, San Antonio, Charlotte, Newark, Chicago, New Orleans und Oklahoma City                         | 37       |
| 13  | 2014 | Caleb Johnson    | Jena Irene           | Alex Preston                              | Boston, Austin, San Francisco, Detroit, Atlanta, Salt Lake City und Omaha                                   | 39       |
| 14  | 2015 | Nick Fradiani    | Clark Beckham        | Jax                                       | Minneapolis, New Orleans, Long Island, Nashville, San Francisco, Bus-Tour in elf weitere Städte             | 30       |
| 15  | 2016 | Trent Harmon     | La'Porsha Renae      | Dalton Rapattoni                          | Denver, Savannah, Philadelphia, Little Rock, San Francisco, Bus-Tour in elf weitere Städte                  | 24       |
| 16  | 2018 | Maddie Poppe     | Caleb Lee Hutchinson | Gabby Barrett                             | New York, New Orleans, Nashville, Savannah und Los Angeles                                                  | 19       |
| 17  | 2019 | Laine Hardy      | Alejandro Aranda     | Madison VanDenburg                        | New York, Denver, Coeur d’Alene Idaho, Louisville und Los Angeles                                           | 19       |
| 18  | 2020 | Just Sam         | Arthur Gunn          | Dillon James, Francisco Martin Jonny West | Savannah, Milwaukee, Washington, D.C., Los Angeles, Sunriver                                                | 16       |
| 19  | 2021 | Chayce Beckham   | Willie Spence        | Grace Kinstler                            | Los Angeles, San Diego, Ojai                                                                                | 19       |
| 20  | 2022 | Noah Thompson    | HunterGirl           | Leah Marlene                              | Nashville, Tennessee, Austin, Texas and Los Angeles, California                                             | 17       |